# Straßenbahn Kansas City
| \| \| \| Strecke nach Berkley Riverfront (geplant) \| \| \| \| \| Betriebshof Singleton Yard \| \| \| \| \| River Market North 3rd & Grand \| \| \| \| \| River Market West 4th & Delaware \| \| \| \| \| City Market 5th & Walnut \| \| \| \| \| \| \| \| \| \| I-35 / I-70 \| \| \| \| \| \| \| \| \| \| North Loop 7th & Main \| \| \| \| \| Library 9th & Main \| \| \| \| \| Metro Center 12th & Main \| \| \| \| \| Power & Light 14th & Main \| \| \| \| \| I-670 \| \| \| \| \| Kauffman Center 16th & Main \| \| \| \| \| Crossroads 19th & Main \| \| \| \| \| Kansas City Terminal Railway \| \| \| \| \| Union Station Pershing & Main \| \| \| \| \| Erweiterung in Planung \| \| \| \| \| 27th & Main \| \| \| \| \| Linwood Blvd (32nd) & Main \| \| \| \| \| Armour Blvd (35th) & Main \| \| \| \| \| 39th & Main \| \| \| \| \| 43rd & Main \| \| \| \| \| 45th & Main \| \| \| \| \| Emanuel Cleaver II Blvd (47th) & Main \| \| \| \| \| 51st & Main \| \| |  |                                           |                                           |
| U-Bahn-Strecke (außer Betrieb) |  | Strecke nach Berkley Riverfront (geplant) | Strecke nach Berkley Riverfront (geplant) |
| U-Bahn-Betriebs-/Güterbahnhof Strecke bis hier außer Betrieb |  | Betriebshof Singleton Yard                | Betriebshof Singleton Yard                |
| U-Bahn-Strecke von links · U-Bahn-Bahnhof links und quer · U-Bahn-Abzweig geradeaus und von rechts |  | River Market North 3rd & Grand            | River Market North 3rd & Grand            |
| U-Bahn-Bahnhof links · U-Bahn-Strecke geradeaus |  | River Market West 4th & Delaware          | River Market West 4th & Delaware          |
| U-Bahn-Abzweig geradeaus und von links · U-Bahn-Bahnhof links und quer · U-Bahn-Strecke nach rechts |  | City Market 5th & Walnut                  | City Market 5th & Walnut                  |
| U-Bahn-Verschwenkung nach links |  |                                           |                                           |
| |  | I-35 / I-70                               |                                           |
| U-Bahn-Verschwenkung nach links |  |                                           |                                           |
| U-Bahn-Haltepunkt / Haltestelle |  | North Loop 7th & Main                     | North Loop 7th & Main                     |
| U-Bahn-Haltepunkt / Haltestelle |  | Library 9th & Main                        | Library 9th & Main                        |
| U-Bahn-Haltepunkt / Haltestelle |  | Metro Center 12th & Main                  | Metro Center 12th & Main                  |
| U-Bahn-Haltepunkt / Haltestelle |  | Power & Light 14th & Main                 | Power & Light 14th & Main                 |
| |  | I-670                                     |                                           |
| U-Bahn-Haltepunkt / Haltestelle |  | Kauffman Center 16th & Main               | Kauffman Center 16th & Main               |
| U-Bahn-Haltepunkt / Haltestelle |  | Crossroads 19th & Main                    | Crossroads 19th & Main                    |
| U-Bahn-Kreuzung mit Eisenbahn geradeaus oben |  | Kansas City Terminal Railway              | Kansas City Terminal Railway              |
| U-Bahn-Kopfbahnhof Strecke ab hier außer Betrieb |  | Union Station Pershing & Main             | Union Station Pershing & Main             |
| U-Bahn-Strecke (außer Betrieb) |  | Erweiterung in Planung                    | Erweiterung in Planung                    |
| U-Bahn-Haltepunkt / Haltestelle (Strecke außer Betrieb) |  | 27th & Main                               | 27th & Main                               |
| U-Bahn-Haltepunkt / Haltestelle (Strecke außer Betrieb) |  | Linwood Blvd (32nd) & Main                | Linwood Blvd (32nd) & Main                |
| U-Bahn-Haltepunkt / Haltestelle (Strecke außer Betrieb) |  | Armour Blvd (35th) & Main                 | Armour Blvd (35th) & Main                 |
| U-Bahn-Haltepunkt / Haltestelle (Strecke außer Betrieb) |  | 39th & Main                               | 39th & Main                               |
| U-Bahn-Haltepunkt / Haltestelle (Strecke außer Betrieb) |  | 43rd & Main                               | 43rd & Main                               |
| U-Bahn-Haltepunkt / Haltestelle (Strecke außer Betrieb) |  | 45th & Main                               | 45th & Main                               |
| U-Bahn-Haltepunkt / Haltestelle (Strecke außer Betrieb) |  | Emanuel Cleaver II Blvd (47th) & Main     | Emanuel Cleaver II Blvd (47th) & Main     |
| U-Bahn-Haltepunkt / Haltestelle Streckenende (Strecke außer Betrieb) |  | 51st & Main                               | 51st & Main                               |

Die Straßenbahn Kansas City, offiziell als RideKC Streetcar bezeichnet, ist ein Straßenbahnsystem in der Innenstadt von Kansas City, Missouri, Vereinigte Staaten. Baubeginn war im Mai 2014, am 6. Mai 2016 wurde die bislang einzige Strecke in Betrieb genommen. Da die Straßenbahn von einem special-purpose district, ähnlich einem deutschen Zweckverband, finanziert wird, ist die Beförderung kostenlos. 2019 wurden insgesamt 2.228.942 Passagiere befördert (eine Steigerung von 5,5 % gegenüber dem Vorjahr), was einem täglichen Durchschnitt von 6.107 Fahrgästen entspricht. Seit Eröffnung sind mehr als 7,8 Millionen Fahrgäste gezählt worden.

## Geschichte

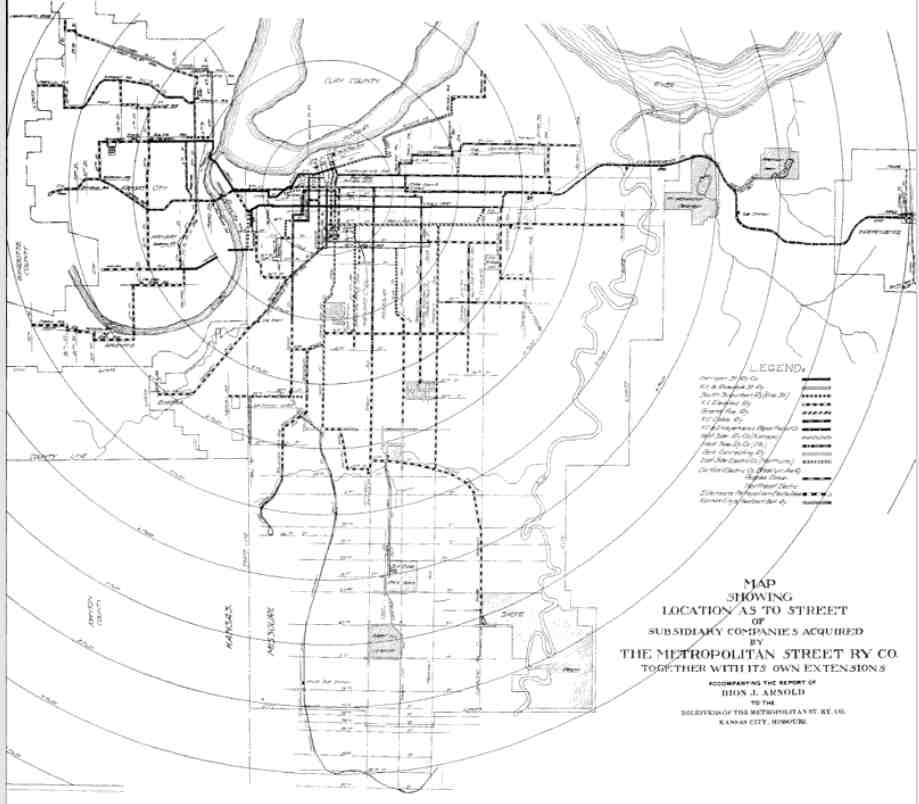
Zeitweilig gab es 25 Straßenbahnlinien in Kansas City.

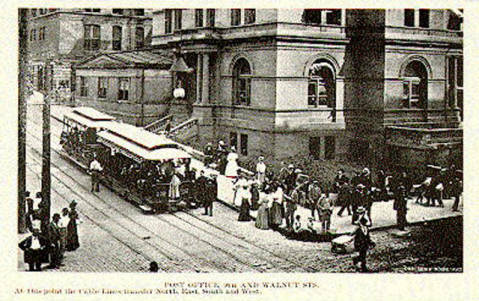
Bis 1908 wurden die Fahrzeuge von unterirdischen Seilen angetrieben.

### Ehemaliges Netz
Vom späten 19. Jahrhundert bis zum frühen 20. Jahrhundert wurden in Kansas City, wie in den vielen anderen amerikanischen Städten, Straßenbahnen betrieben.
1870 wurden in Kansas City die ersten Pferdestraßenbahnen eingerichtet. Auf einigen frühen Strecken wurden die Straßenbahnen durch unterirdische Seile, wie die San Francisco Cable Cars, angetrieben.
Die erste Konzession wurde an Thomas Corrigan und seine Metropolitan Street Railway Company vergeben. William Rockhill Nelson, Herausgeber des Kansas City Star, glaubte, dass Corrigan korrupt war und benutze seine Zeitung, um eine Kampagne gegen die Verlängerung der Konzession zu fahren.
Bis 1908 wurden, mit einer Ausnahme, alle Straßenbahnstrecken elektrifiziert.
Als 1925 die Kansas City Public Service Company (KSPS) gegründet wurde, gab es über 700 Straßenbahnwagen privater Unternehmen, die in den Bestand der KSPS übergingen. Die von der KSPS betriebenen Strecken führten bis ins benachbarte Kansas City (Kansas).
Die KSPS plante, alle älteren Straßenbahnen durch neue, moderne PCC-Wagen zu ersetzen, was 371 dieser Fahrzeuge erfordert hätte. Nur 24 wurden vor dem Zweiten Weltkrieg geliefert, welcher den Bau neuer Straßenbahnen verzögerte. Schlussendlich erwarb KSPS 184 PCC-Fahrzeuge.
Das Straßenbahnnetz der Stadt Kansas City war einst eines der größten in Nordamerika. Im Jahr 1957 wurde die letzte der ehemalig 25 Linien eingestellt. Hiermit wurde der amerikanische Trend, Straßenbahnen durch Busse zu ersetzen, fortgesetzt.

### Neue Planungen ab 2012
Nachdem frühere Bemühungen, ein regionales Schienenverkehrssystem zu entwickeln, gescheitert waren, stimmten die Wähler in Downtown Kansas City im Dezember 2012 der Finanzierung einer Straßenbahnlinie zu.
Im Dezember 2012 erteilte der Stadtrat der Firma HDR Inc. den Auftrag zur Erstellung eines endgültigen Entwurfs für die innerstädtische Straßenbahnlinie. Zuvor hatte HDR bereits Vorleistungen erbracht. Im Oktober 2013 gab der Bürgermeister bekannt, dass die Strecke mit Urbos 3-Straßenbahnwagen der amerikanischen Tochtergesellschaft von Construcciones y Auxiliar de Ferrocarriles (CAF) betrieben werden soll. Vorbereitende Arbeiten begannen Ende 2013, sodass mit dem Bau der Strecke im Mai 2014 begonnen werden konnte. Die Strecke wurde Ende 2015 fertiggestellt, anschließend wurden bis Mai 2016 Testfahrten durchgeführt.
Die Kosten für das Projekt wurden auf 102 Millionen US-Dollar geschätzt. Der Großteil der Mittel, 64 Millionen US-Dollar, kam aus Anleihen der Stadt Kansas City. Bau- und Betriebskosten wurden durch Erschließungsbeiträge und einer gesonderten 1-Cent-Umsatzsteuer gedeckt. Diese Abgaben sind nur in den Bezirken entlang der Strecke zu entrichten. Weitere Mittel waren ein Versorgungsbeitrag und zwei staatliche Zuschüsse in Höhe von insgesamt 17,1 Millionen US-Dollar. Im August 2013 erhielt das Projekt im Rahmen des TIGER-Programms (Transportation Investment Generating Economic Recovery) einen weiteren Bundeszuschuss in Höhe von 20 Millionen US-Dollar. Die Fahrt ist für die Fahrgäste kostenlos, da die Kosten durch die Beiträge und Steuern gedeckt werden. Die Baukosten blieben 250.000 $ unter dem Budget, auch die Betriebskosten lagen zum Start unter dem Budget.
Die Nummerierung der Wagen (801–804) setzt die Nummerierung der ehemaligen Kansas City Public Service Company von vor über 50 Jahren fort. Der erste Wagen wurde am 2. November 2015 geliefert, am 6. November begannen die Testfahrten. Die restlichen Wagen wurden zwischen Dezember 2015 und April 2016 geliefert.
Der Betrieb der Straßenbahn startete am 6. Mai 2016 um ca. 11 Uhr. Am Tag der Eröffnung und am darauffolgenden Samstag fuhren über 27.000 Fahrgäste mit der Bahn. Die Eröffnung wurde mit verschiedenen Festivitäten gefeiert.
Aufgrund der hohen Fahrgastzahlen wurden im Juni 2017 für 12 Millionen Dollar zwei zusätzliche Straßenbahnwagen bestellt. Diese sollten 2018 geliefert werden.

## Strecke

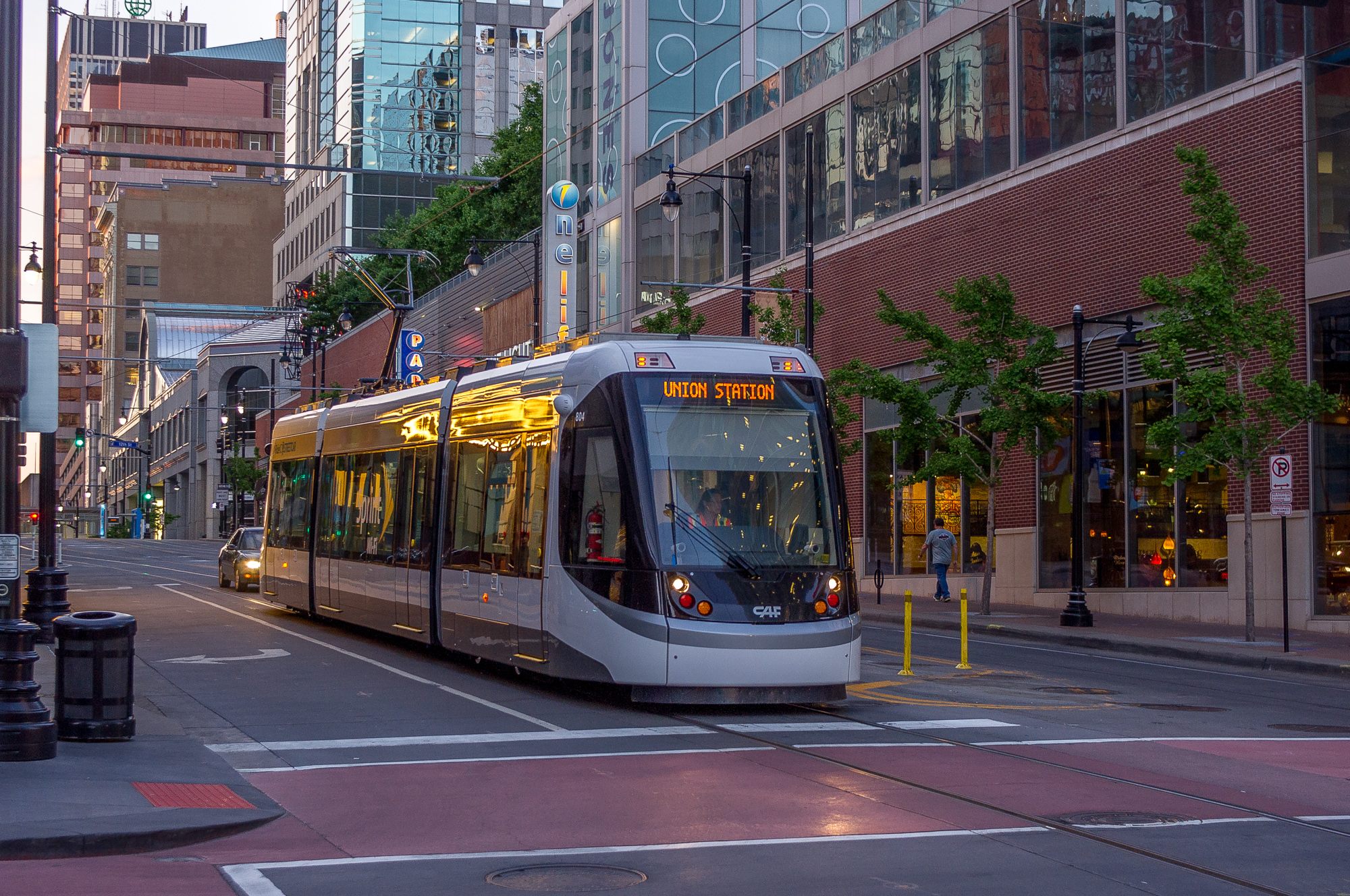
Wagen 804 auf der Main Street

Die 3,5 Kilometer lange Strecke führt, hauptsächlich der Main Street folgend, vom River Market durch den Central Business District und das Viertel Crossroads zur Union Station. Auf der Strecke liegen 10 Haltestellen im Abstand von jeweils ungefähr zwei Häuserblocks.
An allen Stationen sind Echtzeit-Fahrgastinformationen verfügbar und ein niveaugleicher Einstieg möglich, was die Beförderung barrierefrei macht.

## Betreiber
Die Straßenbahn wird von der Kansas City Streetcar Authority betrieben, einer gemeinnützigen Gesellschaft, die durch Steuern finanziert wird. Die Behörde wurde im August 2012 gegründet, nachdem die Wähler der Gründung des Kansas City Downtown Transportation Development District, einem speziellen Steuerbezirk, der den Bau und Betrieb der 3,5 km langen Strecke finanzieren soll, zugestimmt hatten. Klagen gegen den Bezirk und seine Besteuerungsbefugnis wurden im August 2013 abgewiesen. Im Mai 2014 begannen die Bauarbeiten, die Fertigstellung erfolgte im Herbst 2015. Am 6. Mai 2016 wurde der Betrieb aufgenommen.
Die 13 Direktoren der Streetcar Authority, Regierungsvertreter und Geschäftsleute, wurden Ende 2012 vom Stadtrat und der Hafenverwaltung ernannt und trafen sich Anfang 2013 erstmals als offiziell anerkanntes Gremium. Die Behörde kontrolliert Betrieb und Wartung des Systems nach dem Vorbild der Straßenbahn Portland. Der Stadtrat bleibt Eigentümer des Systems und kann einen Teil der Direktoren ernennen.
Der laufende Betrieb und die Wartung des Systems wird von Herzog Transit Services Inc. im gemeinsamen Auftrag der Streetcar Authority und der City of Kansas City durchgeführt. Der Vertrag wurde im Oktober 2015 unterzeichnet.

## Zukunft
Planungen zur Erweiterung des Netzes begannen 2014. In zwei Studien wurden eine Verlängerung Richtung Norden, den Missouri River querend, sowie acht mögliche Strecken in Richtung Osten, Westen und Süden untersucht. Eine Abstimmung im August 2014, drei neue Strecken zu bauen, sowie eine Buslinie zu verbessern, scheiterte. Im August 2017 stimmten die Bürger einem weiteren Besteuerungsbezirk zur Finanzierung einer Verlängerung in Richtung Süden zu. Diese 6 Kilometer lange Verlängerung soll dem Verlauf der Main Street bis zur University of Missouri–Kansas City folgen. Sie soll ungefähr 352 Millionen US-Dollar kosten und am 24. Oktober 2025 eröffnet werden.
Im August 2017 gab die KC Port Authority Pläne für eine nördliche Verlängerung der Straßenbahn zum Missouri River bekannt. Diese 1,2 Kilometer lange, von der KC Port Authority und dem TIGER-Programm (Transportation Investment Generating Economic Recovery) finanzierte Strecke würde zum Berkley Riverfront Park führen. Die Verbindung soll 2026 eröffnet werden.